# 890
Évszázadok: 8. század – 9. század – 10. század
Évtizedek: 840-es évek – 850-es évek – 860-as évek – 870-es évek – 880-as évek – 890-es évek – 900-as évek – 910-es évek – 920-as évek – 930-as évek – 940-es évek
Évek: 885 – 886 – 887 – 888 –  889 – 890 – 891 – 892 – 893 – 894 – 895

## Események

### Európa
- Provence és Alsó-Burgundia nemessége és püspökei a valencei gyűlésen királyukká választják Lajost, a korábbi (el nem ismert) király, Boso 10 éves fiát.
- Arnulf keleti frank király találkozik vazallusával, Szvatopluk morva fejedelemmel és megerősíti, hogy a Cseh Fejedelemség morva felügyelet alá tartozik.
- A vikingek kifosztják a normandiai Saint-Lô-t. I. Alain breton herceg nagy győzelmet arat felettük, bekergeti őket egy folyóba, ahol sokan megfulladnak.
- Meghal Guthrum viking vezér és Kelet-Anglia királya. Utóda Eiríkr (óangolul Eohric).

### Ázsia
- Meghal I. Asot örmény király. Utóda fia, I. Szmbat.

## Születések
- III. Abd al-Rahmán, córdobai kalifa
- Marozia, III. Sergius pápa szeretője
- Olga, kijevi fejedelemasszony
- Rudolf, nyugati frank király
- Augsburgi Szent Ulrik, német püspök

## Halálozások
- I. Asot, örmény király
- Guthrum, viking vezér
- Hendzsó, japán költő
- II. Ranulf, aquitániai herceg

## Fordítás
- Ez a szócikk részben vagy egészben  a(z)   890 című angol Wikipédia-szócikk ezen változatának fordításán alapul.  Az eredeti cikk szerkesztőit annak laptörténete sorolja fel. Ez a jelzés csupán a megfogalmazás eredetét és a szerzői jogokat jelzi, nem szolgál a cikkben szereplő információk forrásmegjelöléseként.